# Rikishi (wrestler)
Solofa Fatu Jr., meglio conosciuto come Rikishi (San Francisco, 11 ottobre 1965), è un wrestler statunitense di origini samoane, noto per i suoi trascorsi nella World Wrestling Federation/Entertainment tra il 1992 e il 2004.
In WWF/E ha detenuto una volta l'Intercontinental Championship, due volte il World Tag Team Championship (una volta con Rico e una volta con Samu) e una volta il WWE Tag Team Championship (con Scotty 2 Hotty). Nel 2015 è stato inserito nella WWE Hall of Fame.

## Carriera

### Primi anni (1985-1992)

#### Montreal e International Championship Wrestling (1985-1986)
Fatu ha iniziato la sua carriera nel wrestling nel 1985, lavorando per la Lutte Internationale di Gino Brito e Dino Bravo a Montréal come Alofa The Polynesian Prince, facendo coppia coi top face della federazione e conquistando una volta il television title. Nello stesso periodo lavorò per la International Championship Wrestling a New York.

#### The Samoan Swat Team (1986-1992)
Assieme al cugino Samula Anoa'i, nel 1986, Fatu formò i Samoan Swat Team (Samu & Fatu) ed esordirono nella New Japan Pro Wrestling. I due apparirono inoltre nella World Wrestling Council a Puerto Rico. La loro gimmick ricalcava quella dei loro più celebri parenti The Wild Samoans e come loro combattevano a piedi nudi e non parlavano inglese pubblicamente. Assieme conquistarono i WWC Caribbean Tag Team Champions il 7 novembre 1987. Mantennero i titoli per poco più di un mese prima di cederli a Mark e Chris Youngblood per poi lasciare la promozione.
Samu e Fatu successivamente apparvero in Texas, lavorando per la World Class Championship Wrestling di Fritz Von Erich. Buddy Roberts li portò a scontrarsi contro la famiglia Von Erich e l'ex partner dei Fabulous Freebirds Michael Hayes. Il duo ricevette subito un grosso push, presentandosi come una forza inarrestabile. Sconfissero Kerry e Kevin Von Erich per il WCWA World Tag Team Championship il 12 agosto 1988, nella loro città natal. Fatu e Samu rimasero imbattuti finché non cedettero le cinture a Hayes e al suo nuovo compagno, Steve Cox, il 12 settembre. Tuttavia ripresero i titoli quattro giorni dopo. Hayes e Cox li sconfissero di nuovo per i titoli il 15 ottobre e, due giorni dopo, li persero di nuovo.
Il 12 settembre 1988, Fatu e Samu divennero doppi campioni battendo "Hollywood" John Tatum e Jimmy Jack Funk per il WCWA Texas Tag Team Championship. Fecero il loro debutto in pay-per-view all'AWA SuperClash III, il primo e l'ultimo PPV dell'AWA, difendendo con successo il loro titolo World Tag contro Michael Hayes e Steve Cox.
All'inizio del 1989, Fatu e Samu lasciarono la WCCW, rendendo vacanti i loro titoli. Successivamente firmarono un contratto con la Jim Crockett Promotions (futura WCW), in sostituzione di Paul E. Dangerously per gli Original Midnight Express (Randy Rose e Dennis Condrey), che avevano lasciato la promozione. Subentrarono nel feud con i nuovi Midnight Express (Bobby Eaton e Stan Lane), sconfiggendoli a Clash of the Champions VI: Ragin' Cajun il 2 aprile 1989. Successivamente fecero coppia con l'ex rivale Michael Hayes, Terry Gordy e Jimmy Garvin al Great American Bash del 1989, perdendo un Wargames match contro The Road Warriors, The Midnight Express e Steve Williams.
Nell'autunno del 1989, Paul E. Dangerously fu gradualmente allontanato e il duo assunse un nuovo manager, "The Big Kahuna" Oliver Humperdink. A loro si unì anche il fratello di Fatu, The Samoan Savage.  Per il resto della loro carriera in WCW, Fatu e Savage lottarono insieme, mentre Samu lottò solo in singolo.
Dopo aver lasciato la WCW nell'estate del 1990, Fatu e Savage lavorarono per diverse promozioni indipendenti negli Stati Uniti, in Europa, a Porto Rico e in Giappone, spesso in coppia con il cugino Kokina Maximus (futuro Yokozuna in WWF). I tre hanno lavorato per la Universal Wrestling Association nel 1991, dove vinsero l'UWA Trios Tag Team Championship e mantenendolo per poco meno di due mesi.

### World Wrestling Federation/ Entertainment (1992-2004)

#### The Headshrinkers (1992-1995)
Samu e Fatu debuttarono nella World Wrestling Federation nel 1992, col nuovo nome "The Headshrinkers", mantenendo la loro gimmick di selvaggi samoani distruttori. Nello stesso periodo anche il cugino Kokina Maximus si unì alla WWF, come lottatore giapponese di sumo Yokozuna, e il suo legame di parentela con il duo samoano non fu riconosciuto. Gli Headshrinker esordirono interferendo in favore dei Money Inc., aiutandoli a sconfiggere i Natural Disasters per il WWF World Tag Team Championship. Poco dopo, gli Headshrinkers si scontrarono con i The Natural Disasters e gli High Energy.
Tra il 1992 e l'inizio del 1994, gli Headshrinkers ebbero opportunità occasionali per i titoli tag team e fecero sporadiche apparizioni in PPV. Fatu ricevette un match per il WWF championship contro Bret Hart nella puntata di Monday Night RAW del 1º marzo 1993. Nonostante l'interferenza di Samu, Fatu non riuscì a vincere.
Gli Headshrinkers aiutarono il cugino Yokozuna a vincere il suo match contro The Undertaker alla Royal Rumble del 1994. Nel mese di aprile il duo effettuò un turn face, presero Lou Albano come manager e sfidarono i campioni di tag The Quebecers, vincendo i titoli nella puntata di Monday Night RAW del 2 maggio. A King of the Ring il 19 giugno, difesero con successo i titoli contro Yokozuna e Crush. [22] Il loro regno si concluse in un house show a Indianapolis il 28 agosto, quando persero contro Shawn Michaels e Diesel. Ciò accadde un giorno prima del match programmato contro Irwin R. Schyster e Bam Bam Bigelow a SummerSlam. Il match si disputò ugualmente senza i titoli e gli Headshrinkers persero per squalifica. 
Poco dopo, Samu lasciò la WWF a causa dei troppi infortuni subiti e fu sostituito da Sione (ex The Barbarian). La nuova stable venne rinominata The New Headshrinkers. L'abbandono di Samu fu giustificato dal fatto che non prese bene i tentativi del manager Lou Albano di civilizzarlo e costringerlo a combattere in stivali. I New Headshrinkers fecero solo due apparizioni in PPV, alle Survivor Series del 1994, dove vennero eliminati durante un ten-man tag match, e alla Royal Rumble del 1995; successivamente parteciparono in un torneo per incoronare i nuovi campioni WWF tra il 1994 e il 1995, ma persero in semifinale contro Bam Bam Bigelow e Tatanka. L'ultimo match della coppia fu una sconfitta contro Men on a Mission in un house show del 22 giugno a Londra, in Inghilterra, e successivamente Sione passò in WCW e Fatu si prese una pausa.

#### "Make a Difference" (1995-1996)
Dopo una breve pausa, Fatu riapparve in WWF come wrestler singolo nel mese di luglio 1995 con una nuova gimmick: un teppista di strada che denunciava il degrado del suo quartiere e lanciava messaggi positivi verso i giovani, come andare a scuola e dire no alla droga. Con questo nuovo personaggio Fatu iniziò a esprimersi costantemente in inglese. Ogni segmento si concludeva con la frase sullo schermo "Make a Difference". Fatu fece il suo ritorno sul ring il 29 luglio sconfiggendo Rad Radford a WWF Superstars, e poi godette di una serie di vittorie su giovani talenti fino alla fine dell'anno. Il nuovo personaggio, tuttavia, non ebbe il successo sperato, e nel 1996 Fatu fu relegato al ruolo di jobber, perdendo contro stelle come Steve Austin, Vader, e Hunter Hearst Helmsley. In seguito, due uomini conosciuti come "The Samoan Gangster Party" (i cugini di Fatu, Samu e Lloyd Anoaľi) cominciarono a comparire tra il pubblico durante i suoi match, ma nessuna trama fu mai sviluppata. La gimmick "Make a Difference" fu definitivamente abbandonata nell'aprile 1996.

#### The Sultan (1996)
Nell'agosto 1996, Fatu apparve come The Sultan, un lottatore mascherato che non proferiva parola, apparentemente perché la sua lingua era stata mozzata. Venne accompagnato da The Iron Sheik e Bob Backlund. Come The Sultan, Fatu sfidò senza successo l'astro nascente Rocky Maivia (futuro The Rock e suo cugino nella vita reale) per il WWF Intercontinental Championship a WrestleMania 13. The Sultan scomparve nel gennaio 1998 e Fatu lasciò la WWF per allenarsi alla scuola di wrestling di Dory Funk. Tra il 1998 e il 1999 Fatu apparve nel circuito indipendente.

#### Too Cool e Intercontinental Champion (1999–2000)
Fatu tornò in WWF nel 1999 col ringname Rikishi, termine giapponese generico per indicare un lottatore di sumo, simile al ring name di suo cugino Yokozuna. Come conseguenza di ciò, Fatu aumentò considerevolmente il suo peso e cambiò radicalmente look, ossigenandosi i capelli e indossando un tradizionale Mawashi come tenuta di combattimento, e ciò manteneva esposto il suo fondoschiena. 
Rikishi iniziò un breve feud con Viscera prima di formare una proficua alleanza con il duo Too Cool (Grand Master Sexay e Scotty 2 Hotty). La gimmick del trio prevedeva diversi siparietti di danza alla fine di ogni match vittorioso, che riscossero grande successo. Nel Royal Rumble match del 2000, lui e Too Cool ballarono le loro rispettive canzoni, per la gioia del pubblico. In seguito Rikishi eliminò sette avversari, e venne eliminato dallo sforzo congiunto di 6 lottatori.
Nello stesso periodo Rikishi divenne noto per la sua nuova mossa caratteristica, la stinkface, che consisteva nello strofinare le sue natiche sui volti dei lottatori avversari: quando il suo avversario rimaneva esanime all'angolo del ring, Rikishi si preparava all'attacco schiaffeggiandosi le natiche, poi si girava, alzava il tanga e soffocava tra le natiche la faccia della sua vittima. 
Nella puntata di Raw del 15 maggio 2000, Stephanie McMahon descrisse le natiche di Rikishi come "bulbose", "puzzolenti" e "sudate". Kurt Angle, che subì la stinkface da Rikishi, disse: "È stato il peggior odore che abbia mai sentito in vita mia." Alcune volte la stinkface servì a Rikishi anche come mossa finale, poiché i lottatori, a causa del disgusto, provavano forti malori, costringendoli a lasciare il ring e quindi a perdere il match per il conteggio. La stinkface venne giudicata come la mossa più ripugnante della World Wrestling Federation, e divenne molto popolare tra i fan. 
Nel maggio 2000, Rikishi e i Too Cool si scontrarono con Edge, Christian e Kurt Angle, culminando in una vittoria a Judgment Day. Dopo aver vinto l'Intercontinental Championship contro Chris Benoit nella puntata di Smackdown del 22 giugno, Rikishi si qualificò per il torneo King of the Ring del 2000. Il 25 giugno, a King of the Ring, sconfisse Benoit nei quarti di finale e Val Venis in semifinale. Entrambi gli avversari lo colpirono con una sedia d'acciaio dopo aver perso, indebolendogli la spalla e aiutando Kurt Angle a sconfiggerlo in finale. In seguito all'attacco di Venis, Rikishi lo affrontò perdendo il match dopo che Tazz lo colpì con una telecamera. Il samoano affrontò nuovamente Venis a Full Loaded per il titolo: in questo match, Rikishi salì sulla cima della gabbia e, imitando Jimmy Snuka, schiacciò Venis con una super splash. Tuttavia perse il match dopo essere stato nuovamente colpito con una telecamera da Tazz.

#### Turn Heel e Main Eventer Status (2000-2001)
Nella puntata di Raw del 9 ottobre 2000, il commissioner Mick Foley usò un lapsus di Scotty 2 Hotty per accusare Rikishi di essere colui che aveva investito Stone Cold Steve Austin quasi un anno prima a Survivor Series, la notte dopo il debutto di Rikishi in WWF. Rikishi ammise tutto, sostenendo che fu per permettere a suo cugino The Rock un'opportunità per la fama, insistendo sul fatto che Buddy Rogers, Bruno Sammartino, Bob Backlund, Hulk Hogan e Austin - "The Great White Hope" - erano sempre stati osannati a spese di lottatori samoani come Peter Maivia, Jimmy Snuka, Samu, Yokozuna e The Rock. Rikishi effettuò così un turn heel.
Austin si vendicò subito, affrontando Rikishi in un No Holds Barred match a No Mercy. Il match finì in no contest quando Austin ha trascinato Rikishi al parcheggio e ha cercato di investirlo; una macchina della polizia ha guidato davanti a Austin, salvando Rikishi. Sebbene arrestato, Austin aveva brutalmente attaccato Rikishi, tagliandogli la faccia. Più tardi quella sera, Rikishi interferì nella difesa del WWF Championship di The Rock contro Kurt Angle, ma accidentalmente calciò il campione, permettendo ad Angle di sconfiggere Rock e vincere il titolo. Dopo diversi attacchi ad Austin da parte di un assalitore invisibile, divenne chiaro che Rikishi aveva un complice. Durante un handicap match tra Rikishi e Angle contro Austin, Triple H arrivò sul ring, apparentemente per aiutare Austin, ma sbaragliò il pubblico attaccandolo con un martello. Triple H rivelò di aver architettato l'assalto alle Survivor Series e assunse Rikishi per guidare l'auto.
Mentre Austin iniziò una faida con Triple H, la tensione di Rikishi con The Rock si acutizzò. I due si affrontarono in un match a Survivor Series, dove Rikishi perse. Partecipò ad un Hell in a Cell WWF Championship match ad Armageddon. Vince McMahon guidò un camion pianale sul ring nel tentativo di smantellare la gabbia e fermare il match. Prima che potesse farlo, il commissioner Mick Foley fece rimuovere con la forza dall'arena Pat Patterson e Gerald Brisco. In quello stesso momento, The Undertaker gettò Rikishi dalla cima della cella sul letto del camion ricoperto di trucioli di legno. Kurt Angle in seguito mantenne il titolo. 
Nel gennaio 2001, Rikishi partecipò ad un Fatal Four Way match su smackdown! per il numero 30 nella Royal Rumble match che coinvolse The Rock, Undertaker e Kane, schienando quest'ultimo. Lì, ha eliminato The Undertaker, ed è stato presto eliminato da The Rock. Alla Royal Rumble, Haku tornò ufficialmente in WWE e lui e Rikishi formarono un tag team e si scontrarono con The Brothers of Destruction, The Dudley Boyz e The Hardy Boyz. La squadra si sciolse quando Rikishi fu costretto a fermarsi per un infortunio al timpano. Tornò il 3 maggio combattendo contro The Undertaker. Nella successiva puntata di Raw, effettuò un turn face eseguendo la stinkface su Stephanie McMahon dopo che lei lo distrasse costandogli un match non titolato con Austin. Il 20 maggio, a Judgment Day, Rikishi si infortunò alla spalla nell'incontro di apertura con William Regal, rimanendo fermo gran parte dell'anno e perdendo l'intero angle dell'Invasion.

#### Varie faide, reunion con Scotty 2 Hotty e abbandono (2001-2004)
Rikishi tornò il 6 dicembre 2001, eseguendo uno stinkface su Vince McMahon e consolidando il suo status di face. Dopo la WWF Brand Extension, Rikishi fu smistato nel roster di Smackdown!. A Judgment Day, affrontò Billy e Chuck con un partner misterioso che si rivelò essere Rico, il manager di Billy e Chuck. Nonostante gli sforzi di Rico per aiutare Billy e Chuck, Rikishi e Rico vinsero il match e divennero i WWE Tag Team Champions. Rico avrebbe poi fatto perdere a Rikishi i titoli di in favore di Billy e Chuck in una rivincita a smackdown!. 
All'inizio del 2002, Hulk Hogan fu ingaggiato per affrontare Rikishi nel primo match di Hogan dal suo ritorno nella federazione. Hogan vinse il match, ma Rikishi riuscì a eseguire una stinkface su di lui dopo la conclusione del match.
Dalla fine del 2002 e l'inizio del 2003 Rikishi fu coinvolto in diverse rivalità, tra cui John Cena, Bill DeMott, e i Full Blooded Italians. Nello stesso periodo vendicò il suo parente Jimmy Snuka colpendo Roddy Piper con una noce di cocco, proprio come Piper fece con Snuka anni prima nel suo Piper’s Pit. A Backlash, il protetto di Piper Sean O'Haire sconfisse Rikishi. Successivamente Rikishi riformò il tag team con Scotty 2 Hotty, e dopo una lunga rivalità il duo riuscì a sconfiggere i Basham Brothers per il WWE Tag Team Championship nell'episodio di smackdown! del 5 febbraio 2004. Mantennero le cinture per due mesi e mezzo prima di perderle contro Charlie Haas e Rico nell'episodio di smackdown! del 22 aprile. Quello fu l'ultimo match in WWE di Rikishi, che si prese una pausa per poter guarire da un infortunio e perdere un po' di peso su richiesta della federazione. Tuttavia, il 16 luglio 2004 venne ufficialmente licenziato. 

### Circuito Indipendente (2004-2019)
Dopo la WWE, Fatu continuò a lottare nel circuito indipendente. Nel mese di ottobre 2005, cambiò il ringname in Kishi. Nello stesso periodo iniziò la collaborazione per la Nu-Wrestling Evolution, federazione di wrestling italiana. Il 17 febbraio 2007, Fatu lottò come SUMO RIKISHI in un tag team contest durante un evento della All Japan Pro Wrestling. Il 12 agosto 2007, Fatu partecipò in un tag 8-man, come Rikishi, all'evento TripleMania di AAA. Il 23 agosto, Fatu partecipò a un Triple Threat match contro Samoa Joe e Sterling James Keenan a Ballpark Brawl VIII a Buffalo, New York. Il 17 novembre, sempre come Rikishi, Fatu sconfisse Mike Rollins a Duluth, Minnesota.
Il suo match più recente è stato il 23 marzo 2019, Grind City Wrestling a Memphis, Tennessee all'intervallo dei Memphis Grizzlies vs. Minnesota Timberwolves NBA in coppia con Jerry Lawler sconfiggendo gli Steiner Brothers (Rick Steiner & Scott Steiner) per il GCW Tag Team Championship inaugurale.

### Total Nonstop Action (2007)
Nella puntata di Impact! del 13 settembre 2007, Fatu debuttò nella Total Nonstop Action Wrestling con il ring name di Junior Fatu. Nella puntata di Impact! del 20 settembre, Fatu perse contro Christian Cage nel suo primo match a causa di una distrazione del compagno di Christian A.J. Styles. Nella puntata di Impact! del 4 ottobre, Fatu, Samoa Joe e The Latin American Xchange hanno sconfitto Christian, Styles, Senshi e Christopher Daniels. Nella puntata di Impact! dell'11 ottobre, Fatu e LAX persero un six-man tag team match contro Kurt Angle e Team 3D. A Bound for Glory, Fatu ha gareggiato nel Fight for the Right Reverse Battle Royal che è stato vinto da Eric Young. Il 25 ottobre episodio di Impact! Fatu sconfisse Robert Roode in un Fight for the Right Tournament match dopo l'interferenza di Samoa Joe. Il 30 ottobre, tuttavia, è stato riferito che Fatu era stato rilasciato dalla TNA, perché lui e la direzione della TNA non sono riusciti a raggiungere un accordo su un aumento di stipendio. Chris Harris prese il posto di Fatu nella semifinale di Fight for the Right.

### Sporadiche apparizioni in WWE e Hall Of Fame (2012-presente)
Rikishi è apparso con la sua famiglia alla 2012 durante la cerimonia di introduzione suo cugino Yokozuna nella WWE Hall Of Fame. Ha poi fatto un'apparizione sul ring a Raw il 16 luglio 2012, sconfiggendo Heath Slater. Durante il match, ha usato il samoan Spike e il Banzai Drop come tributo al fratello defunto Umaga e al cugino Yokozuna. Dopo il match, ha ballato con i suoi figli Jimmy Uso e Jey Uso. 
Riapparve poi nel millesimo episodio del 23 luglio con altre leggende per aiutare Lita a sconfiggere Slater.
Rikishi successivamente è apparso nella puntata di Raw del 6 gennaio 2014, dove si è riunito con i Too Cool per sconfiggere 3MB in un six-man tag team match. [55]
Nella puntata di Raw del 9 febbraio 2015, è stata annunciata l'introduzione di Rikishi nella WWE Hall of Fame del 2015. È stato introdotto dai suoi figli Jimmy e Jey Uso.
Rikishi è apparso su WWE per lo show Raw Reunion luglio 22, 2019. 
Il 22 novembre 2020, fece un'apparizione alle Survivor Series durante la cerimonia del ritiro di The Undertaker.

## Vita privata
Nel 1982, a diciassette anni, Fatu rimase ferito in una sparatoria che gli lasciò una vistosa cicatrice sull'addome; in un'intervista del 2021 affermò di essere stato clinicamente morto per tre minuti al pronto soccorso prima di essere rianimato. Trascorse due mesi in ospedale, dopodiché sua madre, temendo per la sua incolumità, lo mandò a vivere con i suoi zii Afa e Sika Anoa'i, con i quali si allenò per diventare un wrestler.
Fatu è un membro della famiglia Anoa'i. È il fratello gemello di Sam Fatu e il fratello maggiore di Eddie Fatu. Gli zii di Fatu Sika e Afa Anoa'i hanno lottato in WWF come The Wild Samoans. Molti dei suoi cugini hanno lottato tra cui: Rodney Anoa'i, Afa Anoa'i Jr., Samula "Samu" Anoa'i, Matt Anoa'i, Joe Anoa'i, Lance Anoa'i e Lloyd Anoa'i. Suo padre, Solofa Fatu Sr., è morto di complicazioni legate a COVID-19 il 4 ottobre 2020. 
Nel 1985 ha sposato Talisua Fuavai da cui ha avuto cinque figli: Thavana Monalis (1983), i gemelli Joshua e Jonathan (nati nel 1985), Jeremiah (1987) e Joseph (1993).

## Altre attività
Nel 2005 è apparso nel film Natale a Miami con Massimo Boldi e Christian De Sica, mentre nel 2006 ha collaborato alla trasmissione televisiva Distraction, condotta da Teo Mammucari e in onda su Italia 1.

## Personaggio

### Mosse finali
- Fatu
  - Samoan Splash (Diving splash)
- The Sultan
  - Camel clutch
- Rikishi
  - Banzai Drop/ Rump Shaker (Corner slingshot seated senton)
  - Rikishi Driver (Over the shoulder reverse piledriver)

### Manager
- Afa
- Bob Backlund
- Buddy Roberts
- "Captain" Lou Albano
- The Iron Sheik
- Paul E. Dangerously
- Sir Oliver Humperdink

### Wrestler allenati
- Jacob Fatu

## Titoli e riconoscimenti
- Portland Wrestling
  - Portland Pacific Northwest Heavyweight Championship (1)
- Power Pro Wrestling
  - PPW Heavyweight Championship (1)
- Pro Wrestling Illustrated
  - Comeback of the Year (2000)
  - 27º tra i 500 migliori wrestler singoli nella PWI 500 (2000)
  - 347º tra i 500 migliori wrestler singoli nella PWI 500 Years (2003)
- Revolución Lucha Libre
  - Campeonato Internacional Absoluto (1)
- Universal Wrestling Association
  - UWA World Trios Championship (1) – con Kokina Maximus e The Samoan Savage
- World Class Wrestling Association
  - WCWA Texas Tag Team Championship (1) – con Samu
  - WCWA World Tag Team Championship (3) – con Samu
- World Wrestling Council
  - WWC Caribbean Tag Team Championship (1) – con Samu
- World Wrestling Federation/Entertainment
  - WWF Intercontinental Championship (1)
  - WWE Tag Team Championship (1) – con Scotty 2 Hotty
  - World Tag Team Championship (2) – con Rico (1) e Samu (1)
  - WWE Hall of Fame (2015)
  - Slammy Award (1)
    - Best Etiquette (1994) – con Samu
- Wrestling Observer Newsletter
  - Worst Worked Match of the Year (1993) – Bam Bam Bigelow, Bastion Booger, Rikishi e Samu vs. The Bushwhackers e i Men on a Mission

## Filmografia parziale

### Cinema
- Natale a Miami, regia di Neri Parenti (2005)
- Sandy Wexler, regia di Steven Brill (2017)

### Televisione
- Lo show di Big Show (The Big Show Show) – serie TV, episodio 1x06 (2020)

## Doppiatori italiani
- Claudio Fattoretto in Natale a Miami
- Claudio Moneta ne Lo Show di Big Show